# Armando Ochoa
Armando Xavier Ochoa (ur. 3 kwietnia 1943 w Oxnard, Kalifornia) – amerykański duchowny katolicki, biskup Fresno w metropolii Los Angeles w latach 2012-2019.

## Życiorys
Ukończył Seminarium św. Jana w Los Angeles. Święcenia kapłańskie otrzymał 23 maja 1970 roku z rąk kardynała Timothy'ego Manninga. Przez kilkanaście lat służył w różnych parafiach w Los Angeles. W roku 1982 otrzymał tytuł kapelana Jego Świątobliwości.
23 grudnia 1986 otrzymał nominację na biskupa pomocniczego Los Angeles ze stolicą tytularną Sitifis. Sakrę otrzymał z rąk ówczesnego metropolity, kard. Rogera Mahony'ego. Pracował m.in. jako wicedyrektor archidiecezjalnego programu ds. diakonów stałych i wykładowca na swej alma mater. 1 kwietnia 1996 został ordynariuszem El Paso w Teksasie. Piętnaście lat później, 1 grudnia 2011, został mianowany ordynariuszem wakującej od roku, po śmierci poprzedniego biskupa, diecezji Fresno. Ingres odbył się 2 lutego 2012.
5 marca 2019 przeszedł na emeryturę.